# II-52
De II-52 is een nationale weg van de tweede klasse in Bulgarije. De weg loopt van Roemenië via Nikopol en Svisjtov naar Novgrad. De II-52 is 72 kilometer lang.